# 名古屋車両区
名古屋車両区（なごやしゃりょうく）は、愛知県名古屋市中村区にある東海旅客鉄道（JR東海）の車両基地である。同社東海鉄道事業本部の管轄。

## 概要
本車両所は、関西本線名古屋 - 八田間に位置する。電車や電気機関車の配置がないため基地内の線路の大部分には架線が張られていないが、一部の線路には電化が施され、関西本線や中央本線で運用される電車の留置に使用されている。最寄り駅はあおなみ線のささしまライブ駅であるが、あおなみ線から基地へは直接出入りできない。

## 歴史
- 1884年（明治17年）2月 - 名古屋機関庫設立（現在の中区古渡町）
- 1886年（明治19年）7月 - 移転（現在のJPタワー名古屋付近）
- 1909年（明治42年）5月 - 名古屋検車区設立。
- 1914年（大正3年） 5月 - 移転（当時の笹島駅構内）
- 1935年（昭和10年）11月 - 現在地に移転
- 1936年（昭和11年）9月 - 名古屋機関庫から名古屋機関区に改称。
- 1951年（昭和26年）4月 - 統合で名古屋検車区から名古屋客貨車区に改称。
- 1969年（昭和44年）12月 - 名古屋機関区から名古屋第一機関区と名古屋第二機関区に分区。
- 1986年（昭和61年）11月 - 貨車関係業務を稲沢貨車区などへ移管し、名古屋客貨車区から名古屋客車区に改称。名古屋第一機関区の乗務員が名古屋第二機関区に転出。
- 1987年（昭和62年）
  - 3月1日 - 名古屋第一機関区が名古屋南運転区に改称[3]。
  - 4月1日 - 国鉄分割民営化により東海旅客鉄道に継承。
- 1988年（昭和63年）3月 - 名古屋南運転区と名古屋客車区の統合により名古屋車両区が発足。
- 2016年（平成28年）4月 - 伊勢車両区の廃止により、同区の管轄路線を継承。
- 2023年（令和5年）9月 - 転車台を撤去[4]。

## 配置車両に記される略号
「海ナコ」…東海鉄道事業本部を意味する「海」と、名古屋を意味する「ナコ」から構成される。

## 配置車両
2023年4月1日現在の所属車両は以下の通りで、全て本区に配置されている。機関車・貨車・客車は省略した。伊勢車両区の廃止に伴い、紀勢本線・参宮線・名松線で運用する普通列車車両は回送扱いにて入出庫している。
| 電車 | 気動車 | 合計  |
| ---- | ------ | ----- |
| 0両  | 153両  | 153両 |

### 気動車
キハ85系気動車（29両）
- キハ85形19両、キハ84形8両、キロ85形2両の計29両が所属している[1]。
- 2023年7月9日をもって運用終了。
- 2022年4月1日時点ではキハ85形41両、キハ84形24両、キロ85形5両、キロハ84形10両の計80両が所属していた[5]。

HC85系気動車（54両）
- クモロ85形8両、クモハ85形24両、モハ84形22両の計54両が所属している[1]。
- ハイブリッド特急形車両。特急「ひだ」「南紀」で運用されている。

キハ11形気動車（4両）
- 300番台4両（303 - 306）が所属している[1]。
- 名松線などで運用される。2016年3月に廃止となった伊勢車両区から転入した。

キハ25形気動車（36両）
- 1000+1100番台の2両編成が4本（1009+1109 - 1012+1112）、1500+1600番台の2両編成が14本（1501+1601 - 1514+1614）、計36両が所属している[1]。
- 現在所属する車両は、2015年5月から2016年1月にかけて新製され、当区に配置されたものである。紀勢本線や参宮線などで運用される。
- かつては0+100番台の2両編成5本も配置され、2011年3月から2015年3月まではキハ75形とともに、武豊線の普通・区間快速で運用されていた。同線の電化に伴い全車が2015年3月10日付で美濃太田車両区に転出した。
- 2017年3月4日付で1000+1100番台の2両編成1本が美濃太田車両区に転出した[6]が、2019年3月5日付で再転入している[7]。

キハ75形気動車（16両）
- 0+100番台の2両編成が6本（1+101 - 6+106）、200+300番台の2両編成が2本（201+301・202+302）、計16両が所属している[1]。
- 快速「みえ」と参宮線内の普通列車で運用されている。
- 2006年3月18日のダイヤ改正までは急行「かすが」としてJR西日本管内（関西本線の亀山 - 奈良間）に乗り入れていた。
- かつては400+500番台2両編成6本（全編成3400+3500番台に改造）と200+300番台の2両編成5本（うち2本は3200+3300番台に改造）、3200+3300番台の2両編成1本の計24両を含めた全40両が配置され、1999年からは武豊線でも運用されていた。2015年3月に武豊線での運用が終了したことに伴い、16両を残して美濃太田車両区に転出した。
- 2017年3月3日付で1200+1300番台の2両編成1本が美濃太田車両区から再転入した[6]が、2019年3月11日付で美濃太田車両区に戻っている[7]。

キヤ95系気動車（6両）
- 3両編成2本、計6両が所属している[1]。
- 検査車両としてJR東海各線や樽見鉄道などの施設を検査している。

キヤ97系気動車（8両）
- 定尺レール（25m）運搬用。2両編成4本（R1 - R4編成）が所属している[1]。
- 週3回稲沢駅 - JR貨物名古屋港線名古屋港駅をディーゼル機関車（DE10形またはDD200形）に牽引されて運用されている。

## 過去の配置車両
スロフ12形･オロ12形客車
- 2005年6月まで7両編成1本が所属していた。ユーロライナーとして運用されていた。また、1997年まではスロフ12 811・812、オロ12 821 - 824（いこい） 、1999年まではスロフ12 915・916、オロ12 829 - 832（お座敷列車（ナコ座）） も所属していた。

14系客車
- 6両編成1本が所属していた。ユーロピア（ユーロライナー増結用）として運用されていた。スハフ14 5のみ解体されずJR四国高松運転所へ譲渡。

キハ40形・キハ47形・キハ48形気動車
- 1991年と1992年に美濃太田運輸区と伊勢運輸区から計16両（キハ40形1両、キハ47形5両、キハ48形10両）が転属され武豊線で運用されていた。1999年にキハ75形と交代し美濃太田車両区と伊勢車両区に再転属。

キハ28形・キハ58形・キハ65形気動車
- 急行「のりくら」や急行「かすが」や快速「みえ」の他、キハ40系の前に武豊線での運用にも就いていた（過渡期の朝ラッシュなどにはキハ40系との併結運転も実施。1994年まではキハ82系とともにナゴヤ球場正門前発着の臨時列車にも使用されていた）。最後はキロ28 2303が所属していたが2008年3月31日付で廃車され、JR東海からキハ28・58・65形は消滅した。

キハ82系気動車
- 1990年までは特急「ひだ」、1992年までは特急「南紀」として運用されていた。その後は1994年までナゴヤ球場正門前発着の臨時列車に使用されたあと保留車となり、最後は2008年3月31日まではキハ80 99、2009年3月31日まで3両編成1本（キハ82 73・105・キロ80 60）が所属していた。車籍がなくなった現在も美濃太田車両区に4両とも留置されている（静態保存。うち2両はリニア・鉄道館へ搬出済み）。なお、1995年まではキハ82系を改造したジョイフルトレインの「リゾートライナー」も当基地に所属していた。

C57形蒸気機関車
- 昭和30年代、当時の名古屋機関区に多数配置されており、関西本線などで運用されていた。現在静態保存されている139号機はお召し列車を牽引したことがある。
- これ以外にもC51形やC62形など、多数の形式が配置されていたが、ここでは割愛する。